# 韦正贯
韋正貫（784年—851年），字公理，唐朝政治人物。

## 生平
韦皋堂弟韦平之子，少年時即失去雙親，以荫擔任单父尉，不久辭官，再举贤良方正异，真除為太子校书郎。韋正貫任嶺南節度使時，“南方風俗右鬼，正貫毀淫祠，教民毋妄祈。”清廉公正，有“南海舶贾始至，大帅必取象犀明珠，上珍而售以下直。正贯既至，无所取，吏咨其清。”

## 履历
- 單父尉
- 唐穆宗時入京舉賢良方正直言極諫科升第，授太子校書郎
- 唐敬宗時再次應詳閑吏理可使從政科，自華原尉遷任萬年尉，不久授任御史裏行，又入朝担任真御史，與人不和，没有上任，改任河南府司録參軍。
- 进入天平軍節度使令狐綯幕府担任貟外郎，充節度判官，丁憂。喪期过后，担任浙東團練副使。
- 担任萬年令，又在河東節度使狄兼謨幕府中任節度副使，不久任太府少卿，掌管出纳，又歷任泗州刺史、光禄卿、晋州刺史、司農卿，因事貶職爲均州刺史、壽州刺史，遷任京兆尹，升任御史大夫，改任同州刺史，充長春宫使，不久担任岭南节度使，大中五年七月癸巳卒于任上，享年六十八，贈工部尚書。

## 家族
- 曾祖：韋岳子（陕州刺史）
- 祖父：韋恒（京兆少尹、河北採訪使）
- 父亲：韋平（衡州别駕）
- 母亲：彭城劉氏
- 弟弟：韋誨
- 妻子：博陵崔氏（監察御史崔昇女儿）
- 儿子：韋參、韋温文